# Calamariinae
Calamariinae is een onderfamilie van de familie toornslangachtigen (Colubridae).

## Naam en indeling
De wetenschappelijke naam van de onderfamilie Calamariinae werd voor het eerst voorgesteld door Karel Lucien Bonaparte in 1838.

## Uiterlijke kenmerken
De meeste soorten blijven erg klein en bereiken een maximale lichaamslengte tot ongeveer 25 tot dertig centimeter inclusief staart. De dieren verschillen van andere groepen van gladde slangen doordat de acht vergrote schubben aan de bovenzijde van de kop deels zijn gereduceerd. De schedel doet hierdoor stijver aan. De ogen zijn relatief klein en hebben een ronde pupil, achter de kop is geen nek-achtige insnoering aanwezig. Niet alleen de boven- en onderkaak dragen tanden maar ook het verhemelte.
Op het menu staan kleine insecten en andere ongewervelden zoals regenwormen. Belangrijke vijanden zijn grotere slangen. De vertegenwoordigers van de Calamarinae zijn kwetsbaar en weerloos en bovendien erg traag.

## Verspreiding en habitat
De verschillende soorten komen voor in het uiterste oosten en in het zuidoosten van Azië, en leven in de landen Brunei, Cambodja, China, Filipijnen, India, Indonesië, Japan, Laos, Maleisië, Myanmar, Singapore, Taiwan, Thailand en Vietnam. Veel soorten zijn bewoners van vochtige tropische en subtropische bossen.

## Geslachten
Onderstaand is een tabel met alle geslachten weergegeven, met de auteur en het verspreidingsgebied. Voor een lijst van alle soorten, zie de lijst van Calamariinae. 
| Naam           | Aantal soorten | Auteur         | Verspreidingsgebied                                                                                                   |
| -------------- | -------------- | -------------- | --- |
| Calamaria      | 63             | Boie, 1827     | Cambodja, China, Filipijnen, India, Indonesië, Japan, Laos, Maleisië, Myanmar, Singapore, Taiwan, Thailand en Vietnam |
| Calamorhabdium | 2              | Boettger, 1898 | Indonesië |
| Collorhabdium  | 1              | Smedley, 1931  | Maleisië |
| Etheridgeum    | 1              | Werner, 1924   | Indonesië |
| Macrocalamus   | 8              | Günther, 1864  | Maleisië, Thailand |
| Pseudorabdion  | 15             | Jan, 1862      | Brunei, de Filipijnen, Indonesië, Maleisië, Singapore, Thailand                                                       |
| Rabdion        | 2              | Duméril, 1853  | Indonesië |